# Cryptomeigenia ochreigaster
Cryptomeigenia ochreigaster là một loài ruồi trong họ Tachinidae.